# Lohengrin Filipello
Lohengrin Filipello (1918 – 29 dicembre 1993) è stato un conduttore televisivo svizzero.

## Biografia
Nel 1956 presentò la prima edizione dell'Eurovision Song Contest, organizzato a Lugano,. Come riportato in The Eurovision Song Contest - The Official History dallo storico e autore John Kennedy O'Connor, egli fu l'unico presentatore maschio fino a Léon Zitrone, con cui condivise la conduzione dell'edizione del 1978. Filipello è anche l'unico ad aver portato avanti il contest da solo. Morì nel 1993.